# 匍匐堇菜
匍匐堇菜（学名：Viola pilosa）为堇菜科堇菜属的植物。分布在缅甸、印度尼西亚、马来西亚、喜马拉雅地区、泰国、印度以及中国大陆的西藏、四川、云南、江西等地，生长于海拔800米至2,500米的地区，常生于草地、山地林下以及路边，目前尚未由人工引种栽培。